# Silkesstrumpan (film)
Silkesstrumpan är en amerikansk långfilm och musikal från 1957 i regi av Rouben Mamoulian.

## Handling
Tre ryska kommissarier är i Paris för att sälja rysk film där men utan framgång och från Moskva skickas Ninotchka (Cyd Charisse) för att ta dem i tukt. I Paris finns också den amerikanske filmproducenten Steve Canfield (Fred Astaire) som förtjusas av Nina från början. Till en början är hon helt avvisande men vem kan undgå att smittas av kärleken i Paris?

## Om filmen
Filmen är en nyinspelning av Ninotchka från 1939.

## Visningar i svensk television
Silkesstrumpan visades i SVT1 nyårsnatten 1978/1979.

## Roller i urval
| Fred Astaire  | – Steve Canfield       |
| Cyd Charisse  | – Ninotchka Yoschenko  |
| Peter Lorre   | – kommissarie Brankov  |
| Jules Munshin | – kommissarie Bibinski |
| Janis Paige   | – Peggy Dayton         |

## Kuriosa
När Sveriges Radio-TV 1969 visade filmen anmälde skådespelaren Jörgen Lantz bolaget till Radionämnden för det sätt som filmen skildrade det politiska systemet i Sovjetunionen. Radionämnden friade bolaget.